# John Evert Van Alen

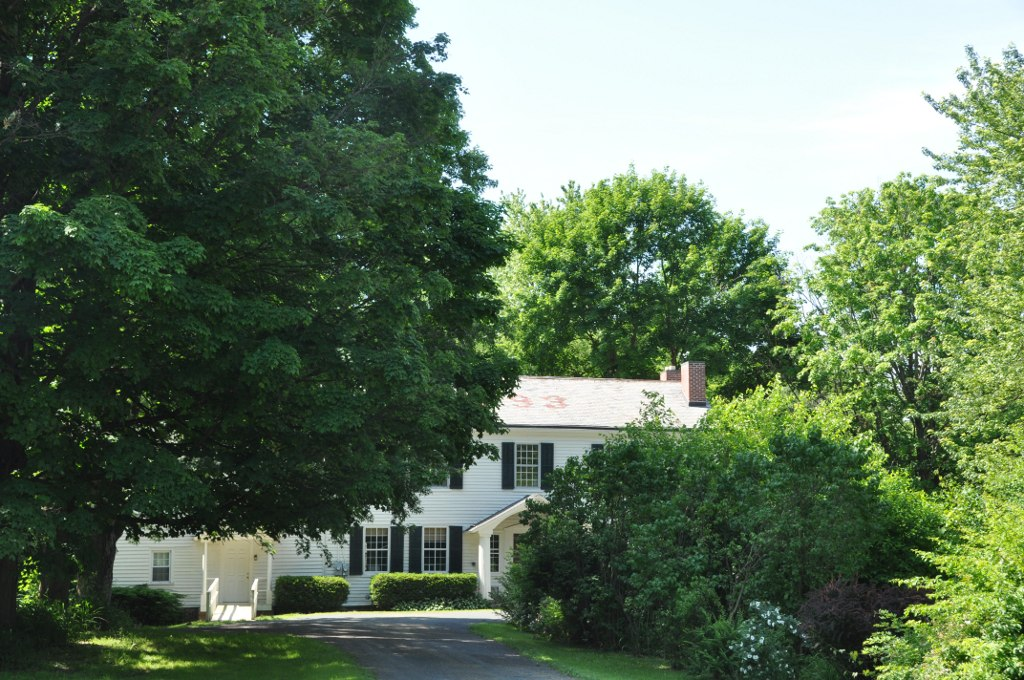
John Evert Van Alen House

John Evert Van Alen (* 1749 in Kinderhook, Provinz New York; † 27. Februar 1807 in Defreestville, New York) war ein US-amerikanischer Landvermesser, Kartograf, Jurist und Politiker. Zwischen 1793 und 1799 vertrat er den Bundesstaat New York im US-Repräsentantenhaus.

## Werdegang
John Evert Van Alen wuchs während der britischen Kolonialzeit auf. Er schloss seine Vorstudien ab. Während des Unabhängigkeitskrieges zog er 1778 nach Defreestville, wo er einen großen Gutshof erwarb und extensiv der Landwirtschaft nachging. Van Alen führte 1790 Vermessungsarbeiten in der geplanten Town von Greenbush durch und eröffnete dort nach deren Fertigstellung einen Lebensmitteleinzelhandel. Er war als Bauingenieur und Kartograf tätig. In diesem Zusammenhang führte er Erstbegutachtungen von vielen Städten im Hinterland von New York durch. Er hatte auch lokale Ämter inne. 1791 war er stellvertretender Richter in Rensselaer County.
Politisch gehörte er zu jener Zeit der Pro-Administration-Fraktion an. Bei den Kongresswahlen des Jahres 1792 wurde Van Alen im siebten Wahlbezirk von New York in das damals noch in Philadelphia tagende US-Repräsentantenhaus gewählt, wo er am 4. März 1793 als erster Abgeordneter dieses Distrikts seinen Dienst antrat. Seine politische Zugehörigkeit wechselte zu der Föderalistischen Partei. Er trat erfolgreich in den Wahlen von 1794 und 1796 als Kandidat dieser Partei zu Wahl an. Da er auf eine erneute Kandidatur im Jahr 1798 verzichtete, schied er nach dem 3. März 1799 aus dem Kongress aus. Während dieser Zeit wurde 1793 das John Evert Van Alen House fertiggestellt. Heute ist es das Heim der Hartgen Archeological Associates und steht auf der Liste des National Register of Historic Places.
Van Alen saß in den Jahren 1800 und 1801 in der New York State Assembly. Er verstarb am 27. Februar 1807 in Defreestville und wurde dann dort auf dem Bloomington Rural Cemetery beigesetzt. Sein Neffe Evert Van Allen war sein Erbe, da er keine Kinder hatte.